# Alfred Wagenknecht

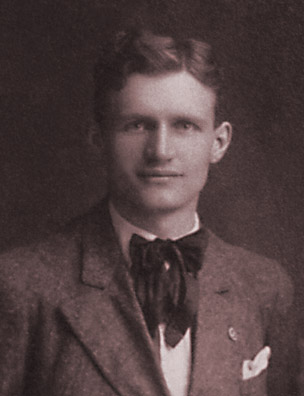
Alfred Wagenknecht im Jahr 1905

Alfred Wagenknecht (* 15. August 1881 in Görlitz; † 26. August 1956 in Illinois) (Alternativnamen: Paul Holt, A. B. Mayer, A. B. Martin, U. P. Duffy; Wag) war ein deutschamerikanischer kommunistischer Politiker.

## Leben
Die Eltern Wagenknechts emigrierten 1884 mit dem in Deutschland geborenen dreijährigen Alfred in die USA. Alfreds Vater, ein Schuhmacher, fürchtete die Verfolgung der Arbeiterbewegung und der Sozialdemokratie im deutschen Kaiserreich. Er wuchs in Cleveland auf. Wagenknechts politische Betätigung begann 1904, als er sich der Socialist Party of America (SPA) anschloss und für sie als Presseagent in Seattle arbeitete.

### Parteikarriere in der Sozialistischen Partei Amerikas

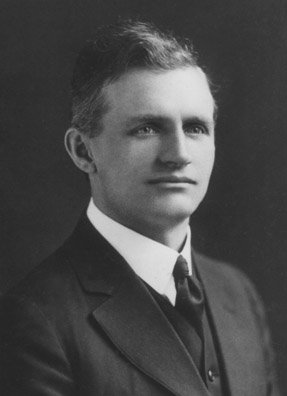
Wagenknecht im Jahr 1918

In der Frühzeit seiner Parteikarriere in der SPA kandidierte Alfred Wagenknecht 1906 und 1912 erfolglos für den Kongress. Für seine Parteilaufbahn war das Jahr 1913 von großer Bedeutung, als er zunächst Redakteur einer Parteizeitung in Everett und später als nationaler Organisator in das Zentralkomitee seiner Partei berufen wurde. 1914 stieg Wagenknecht in das Präsidium auf. Diese relativ hohen Parteiämter brachten ihm auch Probleme ein, sodass er nach dem Eintritt der Vereinigten Staaten in den Ersten Weltkrieg 1917 wegen seiner antimilitaristischen Einstellung – wie auch Charles Ruthenberg und Charles Baker – zu einer Gefängnisstrafe von einem Jahr verurteilt wurde. Im April 1919 wurde Wagenknecht, infolge eines Sieges des linken Flügels der SPA, in den Vorstand gewählt. Nach einigen Wirren innerhalb der SPA im Jahr 1919, bei der der linke Flügel, dem Wagenknecht angehörte, einen Gegenparteivorstand zu etablieren versuchte, organisierte er einen Kongress der Linken, der die Gründung der Communist Labor Party of America (CLP) zur Folge hatte.

### Parteipolitik innerhalb kommunistischer Parteien
Der Gründungsparteitag der CLP fand am 31. August 1919 parallel zum Parteitag der SPA statt und wurde erst als Gegenveranstaltung aufgebaut, nachdem es dem linken Flügel der SPA nicht gelungen war, in größerer Anzahl am offiziellen Parteitag teilzunehmen. Unter anderem hatte Wagenknecht gedroht, der linke Flügel, dem er angehörte, sei sogar in der Lage, die Veranstaltung zu stürmen. Wagenknecht wurde zum Generalsekretär und internationalen Delegierten gewählt. Sein Engagement in der offiziell zugelassenen CLP dauerte jedoch lediglich bis zu den ersten Januartagen 1920. Danach wurde die CLP durch Verbote zerschlagen und konnte sich nur noch in kleinen Untergrundgruppen versammeln. Während dieser Zeit wählte Alfred Wagenknecht die Decknamen Paul Holt, A.B. Mayer, A.B. Martin und U.P. Duffy.  Neben der CLP existierte zu dieser Zeit in den Vereinigten Staaten mit der Communist Party of America (CPA) eine zweite kommunistische Partei, welche ebenso wie die CLP der Komintern angehören wollte. Aus der Sowjetunion gab die Komintern eine Weisung, wonach sich beide Parteien vereinigen sollten; dies geschah für die CLP sowie Teile der CPA um Ruthenberg im Jahr 1920 unter dem Namen United Communist Party (UCP) auf einem geheimen Vereinigungsparteitag. Wagenknecht durfte den Posten des Generalsekretärs in der UCP behalten, da er Ruthenberg das Amt des Chefredakteurs der Parteizeitung The Communist überließ. Die UCP vereinigte sich im Mai 1921 mit den bis dahin unabhängigen Resten der CPA unter deren Namen. Nach der Wiedervereinigung der UCP mit der CPA endete für Wagenknecht die Zeit als Spitzenparteipolitiker.

### Politische Betätigung nach dem Zusammenschluss der UCP und der CPA
Wagenknecht wurde nach der Wiedervereinigung der kommunistischen Parteien Redakteur der Parteizeitung The Toiler und Vorstandsmitglied der CPA sowie ihrem legalen Arm, der Workers Party of America (WPA). Ein weiteres Spitzenamt hatte er als Generalsekretär der Friends of Soviet Russia (FSR) inne, dem US-amerikanischen Pendant zur Internationalen Arbeiterhilfe. Diese Organisation war ein Zusammenschluss aus 87 Organisationen, welche sich zum Ziel gesetzt hatten, die humanitäre Situation in der Sowjetunion zu verbessern, die sich infolge des Ersten Weltkrieges und des auf die Oktoberrevolution folgenden Bürgerkriegs stark verschlechtert hatte. Durch dieses Amt konnte er sich als erfolgreichster Spendeneinwerber der WPA etablieren. 1924 trat Wagenknecht als WPA-Director of Special Campaigns (zu deutsch: Direktor für Spezialkampagnen) und Vertreter der Roten Gewerkschafts-Internationalen (RGI), sowie der Trade Union Educational League, eine Reise zu den Philippinen an. Dies geschah auf Grund eines Beschlusses der Komintern, Parteien aus imperialistischen Ländern deren Genossen in den Kolonien in ihren revolutionären Bewegungen zu unterstützen. Auf den Philippinen sollte Wagenknecht eine philippinische Delegation zusammenstellen, welche an einer Gewerkschaftsversammlung der RGI im chinesischen Guangzhou teilnehmen sollte. Nach der Gründung der International Labor Defense (ILD), dem US-amerikanischen Ableger der Internationalen Roten Hilfe, wurde Wagenknecht auch hier als Generalsekretär in New York tätig.

### The Passaic Textile Strike
Im Jahr 1926 zeichnete Wagenknecht als Produzent für den Film The Passaic Textile Strike verantwortlich und wirkte auch als Schauspieler mit. Dieser IWA-Film behandelt einen Streik von 16.000 Arbeitern in Passaic, New Jersey, welcher von Wagenknecht und anderen marxistischen Gewerkschaftern angeführt wurde. Er ist sowohl dem Genre der Melodramen, welche die frühen Arbeiterfilme darstellten, als auch dem sozialen Realismus, welcher in den 1930er Jahren vorherrschte, zuzuordnen und gilt als einziger noch intakter US-amerikanischer Arbeiterfilm.

### Tod
Nach Alfred Wagenknechts Tod 1956 in Illinois wurde ein ganzseitiges Porträt in den Political Affairs, der theoretischen Zeitschrift der CPUSA, abgedruckt. Wagenknechts Begräbnisstätte befindet sich in Milwaukee auf dem Forest Home Cemetery.

## Politische Einstellung
Wagenknecht sah sich selbst als einen gut ausgebildeten und erfahrenen Kommunisten. Innerhalb der kommunistischen Strömungen orientierte er sich an der Sowjetunion und den dort regierenden Bolschewiki unter Lenin sowie an der Komintern.

## Mitwirkung an Büchern
- An Appeal of the German communists: Destroy Hitler! Free Germany! Workers Library Publishers, New York: 1942.